# Arabilla
Arabilla es un pequeño caserío aimara del altiplano de la Región de Tarapacá (Chile), a orillas de la laguna Arabilla y el río Isluga. Está ubicado a 26 km de Colchane y a 1 km de Enquelga, dentro del Parque nacional Volcán Isluga. En el poblado se compone de unas 12 casas de piedra, adobe y barro, estando la mayoría de ellas deshabitadas. Sus habitantes viven de la agricultura, ganadería y artesanía. 